# Licença zlib
A licença zlib é uma licença permissiva de software livre que define os termos sob o qual o zlib e a biblioteca libpng é distribuída. Ela também é usada por outros pacotes de software livre, como por exemplo, no Source Forge.
A licença zlib foi aprovada pela Free Software Foundation (FSF) como uma licença de software livre e pela Open Source Initiative (OSI) como licença open source. Ela é compatível com o GNU General Public License.

## Termos
A licença só tem os seguintes pontos a serem considerados:
- Software é usado na base "tal como está". Os autores não se responsabilizarão por quaisquer danos decorrentes da sua utilização.
- A distribuição de uma versão modificada do software está sujeita às seguintes restrições:
  1. A autoria do software original não deve ser desvirtuada;
  2. versões originais alteradas não devem ser deturpados como sendo o software original;
  3. O anúncio da licença não deve ser removido da distribuição de origem.

A licença não exige que o código-fonte seja colocado à disposição de distribuir o código binário.

## Texto
Os termos da licença são o seguinte:
```
 Copyright (c) <''year''> <''copyright holders''>
 
 Este software é fornecido "tal como está", sem qualquer garantia expressa ou implícita
 garantia. Em nenhum caso os autores serão responsabilizados por quaisquer danos
 decorrentes da utilização deste software.

 A permissão é concedida a qualquer um para usar este software para qualquer finalidade,
 incluindo aplicações comerciais, e alterá-lo e redistribuí-lo
 livremente, sujeito às seguintes restrições:

    1. A origem deste software não devem ser deturpados, você não deve
    alegar que escreveu o software original. Se você usar este software
    em um produto, um aviso na documentação do produto seria
    apreciada, mas não é obrigatório.

    2. Versões originais alteradas deverão ser claramente identificados como tal, e não deve ser
    deturpado como sendo o software original.

    3. Esse aviso não poderá ser removido ou alterado a partir de qualquer fonte
    distribuição.

```

## Texto original da licença
```
 Copyright (c) <''year''> <''copyright holders''>

 This software is provided 'as-is', without any express or implied
 warranty. In no event will the authors be held liable for any damages
 arising from the use of this software.

 Permission is granted to anyone to use this software for any purpose,
 including commercial applications, and to alter it and redistribute it
 freely, subject to the following restrictions:

    1. The origin of this software must not be misrepresented; you must not
    claim that you wrote the original software. If you use this software
    in a product, an acknowledgment in the product documentation would be
    appreciated but is not required.

    2. Altered source versions must be plainly marked as such, and must not be
    misrepresented as being the original software.

    3. This notice may not be removed or altered from any source
    distribution.

```